# Grant County (Indiana)
Grant County ist ein County im Bundesstaat Indiana der Vereinigten Staaten. Der Verwaltungssitz (County Seat) ist Marion.

## Geographie
Das County liegt im mittleren Nordosten von Indiana und hat eine Fläche von 1074 Quadratkilometern, wovon zwei Quadratkilometer Wasserfläche sind. Es grenzt im Uhrzeigersinn an folgende Countys: Huntington County, Wells County, Blackford County, Delaware County, Madison County, Tipton County, Howard County, Miami County und Wabash County.

## Geschichte
Grant County wurde am 10. Februar 1813 aus Teilen des Cass County, Delaware County und des Madison County gebildet. Benannt wurde es nach Henry Grant, einem Politiker und US-Senator.
Im Grant County liegt eine National Historic Landmark, das Marie Webster House. Insgesamt sind 18 Bauwerke und Stätten des Countys im National Register of Historic Places eingetragen (Stand 1. September 2017).

## Demografische Daten
Nach der Volkszählung im Jahr 2000 lebten im Grant County 73.403 Menschen in 28.319 Haushalten und 19.568 Familien. Die Bevölkerungsdichte betrug 68 Einwohner pro Quadratkilometer. Ethnisch betrachtet setzte sich die Bevölkerung zusammen aus 89,23 Prozent Weißen, 7,19 Prozent Afroamerikanern, 0,44 Prozent amerikanischen Ureinwohnern, 0,56 Prozent Asiaten, 0,04 Prozent Bewohnern aus dem pazifischen Inselraum und 1,02 Prozent aus anderen ethnischen Gruppen; 1,53 Prozent stammten von zwei oder mehr Ethnien ab. 2,43 Prozent der Bevölkerung waren spanischer oder lateinamerikanischer Abstammung.
Von den 28.319 Haushalten hatten 29,5 Prozent Kinder unter 18 Jahre, die mit ihnen im Haushalt lebten. 53,7 Prozent waren verheiratete, zusammenlebende Paare, 11,5 Prozent waren allein erziehende Mütter und 30,9 Prozent waren keine Familien. 26,7 Prozent waren Singlehaushalte und in 11,5 Prozent lebten Menschen mit 65 Jahren oder darüber. Die Durchschnittshaushaltsgröße betrug 2,43 und die durchschnittliche Familiengröße lag bei 2,92 Personen.
23,6 Prozent der Bevölkerung waren unter 18 Jahre alt, 11,8 Prozent zwischen 18 und 24, 25,8 Prozent zwischen 25 und 44 Jahre. 23,8 Prozent zwischen 45 und 64 und 15,0 Prozent waren 65 Jahre alt oder älter. Das Durchschnittsalter betrug 37 Jahre. Auf 100 weibliche Personen kamen 92,2 männliche Personen. Auf 100 Frauen im Alter von 18 Jahren und darüber kamen 88,9 Männer.
Das jährliche Durchschnittseinkommen eines Haushalts betrug 36.162 USD, das Durchschnittseinkommen der Familien 44.304 USD. Männer hatten ein Durchschnittseinkommen von 33.767 USD, Frauen 23.801 USD. Das Prokopfeinkommen betrug 18.003 USD. 8,4 Prozent der Familien und 11,8 Prozent der Bevölkerung lebten unterhalb der Armutsgrenze.

## Orte im County
- Arcana
- Brookhaven
- Cole
- Converse
- Dooville
- Doyle Ferguson
- Fairmount
- Farrville
- Fowlerton
- Fox
- Gas City
- Hackleman
- Hanfield
- Herbst
- Home Corner
- Jadden
- Jalapa
- Jonesboro
- Kiley
- Lake Wood
- Landess
- Marion
- Matthews
- Michaelsville
- Mier
- Milo
- Normal
- Point Isabel
- Radley
- Rigdon
- Roseburg
- Shadeland
- Shady Hills
- Sims
- Swayzee
- Sweetser
- Upland
- Van Buren
- Weaver

Townships
- Center Township
- Fairmount Township
- Franklin Township
- Green Township
- Jefferson Township
- Liberty Township
- Mill Township
- Monroe Township
- Pleasant Township
- Richland Township
- Sims Township
- Van Buren Township
- Washington Township